# Електрокласифікація

Принципова схема апарата для електрокласифікації корисних копалин: 1.Бункер живлення. 2.Осаджувальний електрод. 3.Коронуючий електрод. 4.Джерело високої напруги. 5. Приймач зернистої фракції. 6.Приймач тонкої фракції. 7.Шибер.

Електрокласифікація (знепилювання) сипучих матеріалів — технологічна операція, яка, як правило, здійснюється в коронних камерних сепараторах. Сухий матеріал, що сепарується подається вертикально в міжелектродний простір. При подачі напруги на електроди між коронуючим і осаджувальним електродами виникає потік заряджених йонів повітря, так званий «електронний вітер», що переміщається в горизонтальній площині перпендикулярно падаючим частинкам. Тонкі частинки захоплюються потоком йонів і переміщаються до осаджувального електрода, що являє собою жалюзі або сітку. Великі частинки падають вертикально практично не відхиляючись. Тонкий і зернистий матеріал розвантажується у відповідні приймачі.